# Банибаш
Банибаш (баш. Бәнибаш) — деревня в Янаульском районе Республики Башкортостан Российской Федерации. Входит в состав Истякского сельсовета.

## География

### Географическое положение
Находится на реке Каймашинка. Расстояние до:
- районного центра (Янаул): 9 км,
- центра сельсовета (Истяк): 2 км,
- ближайшей ж/д станции (Янаул): 9 км.

## История
Основана в 1683 году на территории Осинской дороги ясачными удмуртами, перешедшими впоследствии в сословие тептярей. В 1748 году здесь было 25 душ мужского пола, в 1795 году — 81 человек обоего пола, в 1816 году — 97 человек, в 1834-м — 112 жителей.
Жители занимались земледелием и скотоводством — в 1842 году на 18 дворов приходилось 50 лошадей, по 40 коров и овец, 50 коз, а также 15 ульев пчёл; была водяная мельница, имелось 160 десятин пашни, 10 десятин усадьбы, 160 десятин сенокосных угодий, 312 десятин леса.
В 1870 году в деревне Банибашева 3-го стана Бирского уезда Уфимской губернии в 29 дворах — 156 жителей (79 мужчин, 77 женщин).
В 1896 году в деревне Банибаш Новокыргинской волости IV стана Бирского уезда 32 двора и 177 жителей (90 мужчин и 87 женщин), 2 конные обдирки.
В 1906 году — 209 человек.
В 1920 году по официальным данным в деревне той же волости был 41 двор и 244 жителя (109 мужчин, 135 женщин), по данным подворного подсчета — 190 удмуртов в 36 хозяйствах. В 1926 году деревня относилась к Янауловской волости Бирского кантона Башкирской АССР.
В 1939 году в деревне проживал 241 житель, в 1959 году — 133.
В 1982 году население деревни составляло около 160 человек.
В 1989 году — 140 человек (62 мужчины, 78 женщин).
В 2002 году — 166 человек (78 мужчин, 88 женщин), удмурты (85 %).
В 2010 году — 150 человек (75 мужчин, 75 женщин).

## Население
| 2002 | 2009 | 2010 |
| ---- | ---- | ---- |
| 166  | ↗181 | ↘150 |

## Инфраструктура
До 2013 года работала начальная школа — филиал Истякской средней школы.